# Bursard
Bursard est une commune française, située dans le département de l'Orne en région Normandie, peuplée de 200 habitants.

## Géographie
La commune est au cœur de la campagne d'Alençon. Son bourg est à 8,5 km au sud de Sées, à 12 km à l'ouest du Mêle-sur-Sarthe et à 16 km au nord-est d'Alençon.
| Neauphe-sous-Essai                          | Neauphe-sous-Essai | Essay |
| Neauphe-sous-Essai, Saint-Gervais-du-Perron | Bursard            | Essay |
| Saint-Gervais-du-Perron                     | Ménil-Erreux       | Essay |

### Hydrographie
La commune est située dans le bassin Loire-Bretagne. Elle est drainée par le Vande, le ruisseau de Sou, le ruisseau des Fontaines, le Bois Roger, le Martréza et le ruisseau de Sou,,.
Le Vande, d'une longueur de 22 km, prend sa source dans la commune du Bouillon et se jette  dans la Vézone à Essay, après avoir traversé sept communes. 

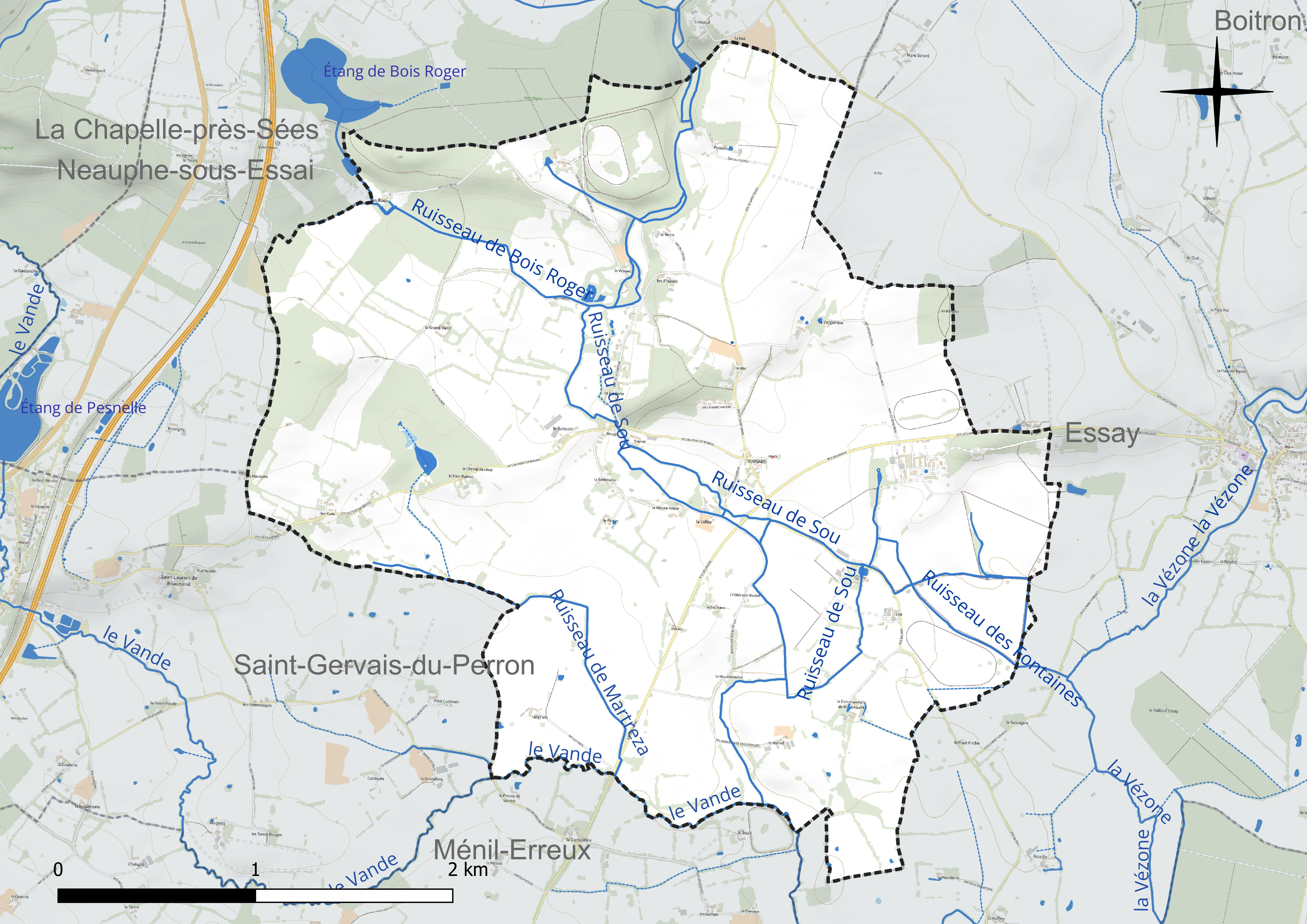
Réseau hydrographique de Bursard.

### Climat
Pour des articles plus généraux, voir Climat de la Normandie et Climat de l'Orne.
En 2010, le climat de la commune est de type climat océanique dégradé des plaines du Centre et du Nord, selon une étude du CNRS s'appuyant sur une série de données couvrant la période 1971-2000. En 2020, Météo-France publie une typologie des climats de la France métropolitaine dans laquelle la commune est dans une zone de transition entre le climat océanique et le climat océanique altéré et est dans la région climatique Normandie (Cotentin, Orne), caractérisée par une pluviométrie relativement élevée (850 mm/a) et un été frais (15,5 °C) et venté. Parallèlement le GIEC normand, un groupe régional d’experts sur le climat, différencie quant à lui, dans une étude de 2020, trois grands types de climats pour la région Normandie, nuancés à une échelle plus fine par les facteurs géographiques locaux. La commune est, selon ce zonage, exposée à un « climat des plateaux abrités », se caractérisant par une pluviométrie et des contraintes thermiques modérées mais aussi, par effet de continentalité, des températures plus contrastées qu'au nord dans la plaine de Caen, avec communément 10 à 15 jours par an de plus de froid en hiver et de chaleur en été.
Pour la période 1971-2000, la température annuelle moyenne est de 10,5 °C, avec une amplitude thermique annuelle de 14,1 °C. Le cumul annuel moyen de précipitations est de 739 mm, avec 12 jours de précipitations en janvier et 7,4 jours en juillet. Pour la période 1991-2020, la température moyenne annuelle observée sur la station météorologique la plus proche, située sur la commune de Villeneuve-en-Perseigne à 11 km à vol d'oiseau, est de 10,8 °C et le cumul annuel moyen de précipitations est de 770,2 mm,. Pour l'avenir, les paramètres climatiques de la commune estimés pour 2050 selon différents scénarios d’émission de gaz à effet de serre sont consultables sur un site dédié publié par Météo-France en novembre 2022.

## Urbanisme

### Typologie
Au 1er janvier 2024, Bursard est catégorisée commune rurale à habitat très dispersé, selon la nouvelle grille communale de densité à sept niveaux définie par l'Insee en 2022.
Elle est située hors unité urbaine. Par ailleurs la commune fait partie de l'aire d'attraction d'Alençon, dont elle est une commune de la couronne,. Cette aire, qui regroupe 89 communes, est catégorisée dans les aires de 50 000 à moins de 200 000 habitants,.

### Occupation des sols
L'occupation des sols de la commune, telle qu'elle ressort de la base de données européenne d’occupation biophysique des sols Corine Land Cover (CLC), est marquée par l'importance des territoires agricoles (91,7 % en 2018), une proportion sensiblement équivalente à celle de 1990 (91,5 %). La répartition détaillée en 2018 est la suivante : 
prairies (54,4 %), terres arables (30,8 %), forêts (8,3 %), zones agricoles hétérogènes (6,5 %). L'évolution de l’occupation des sols de la commune et de ses infrastructures peut être observée sur les différentes représentations cartographiques du territoire : la carte de Cassini (XVIIIe siècle), la carte d'état-major (1820-1866) et les cartes ou photos aériennes de l'IGN pour la période actuelle (1950 à aujourd'hui).

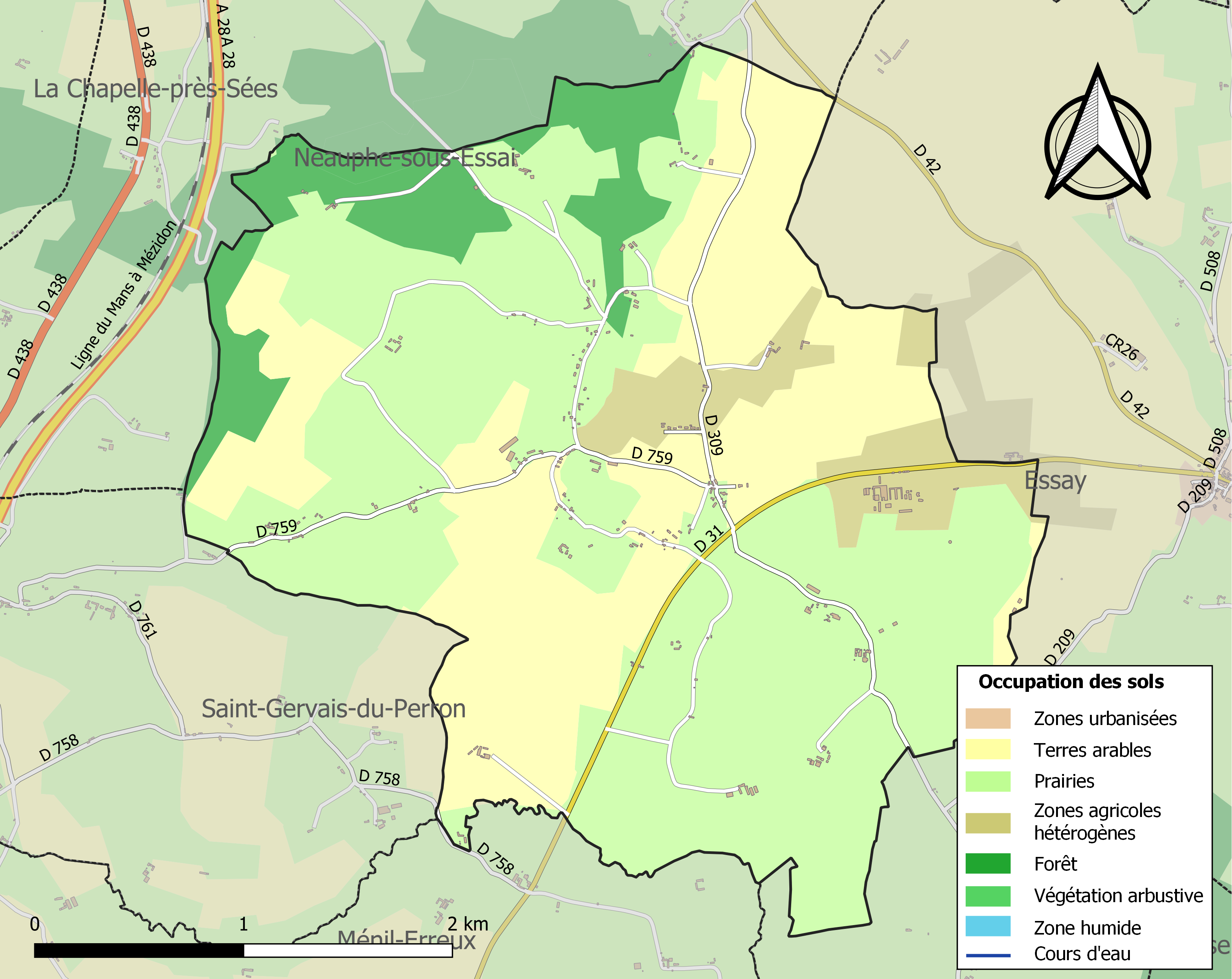
Carte des infrastructures et de l'occupation des sols de la commune en 2018 (CLC).

## Toponymie
Le nom de la localité est attesté sous la forme Buresart en 1101 (cartulaire de Saint-Martin de Sée, fol. 57 v°).
Il s'agit d'une formation toponymique médiévale en -sart au sens de « défrichement, essart »,, sporadiquement attestée en Normandie (cf. Briquessart, Calvados ; Gassart, Calvados ; Heroussart, Calvados, Coquesart, Seine-Maritime, etc.), mais très fréquente dans le nord (Picardie, Nord, Artois, Pas-de-Calais). L'appellatif -sart « essart, défrichement, lieu défriché » est issu par aphérèse du mot [es]sart, nom commun qui procède du bas latin *exsartum, attesté seulement sous la forme exartum,. L'altération graphique en -sard s'est sans doute effectuée sous l'influence du suffixe fréquent -ard.
Le premier élément Bur(e)- représente peut-être un anthroponyme,, selon le cas général. Albert Dauzat et, à sa suite, René Lepelley, reprenant l'hypothèse de Jean Adigard des Gautries et Fernand Lechanteur, suggèrent Buro, nom d'homme germanique (francique),,, attesté pour les uns,, alors qu'il ne l'est pas pour les autres (*Buro).
Remarque : il existe les noms de personnes vieux norrois Búri / Buri qui semblent bien attestés.
Le gentilé est Burressartien.

## Politique et administration
| Période                                  | Période   | Identité          | Étiquette | Qualité              |
| ---------------------------------------- | --------- | ----------------- | --------- | -------------------- |
| mars 1989                                | mars 2001 | Philippe Jodocius |           |                      |
| mars 2001                                | mars 2008 | Jacques Ranche    |           |                      |
| mars 2008                                | En cours  | Éric Lecarvennec  | SE        | Conseiller clientèle |
| Les données manquantes sont à compléter. |           |                   |           |                      |

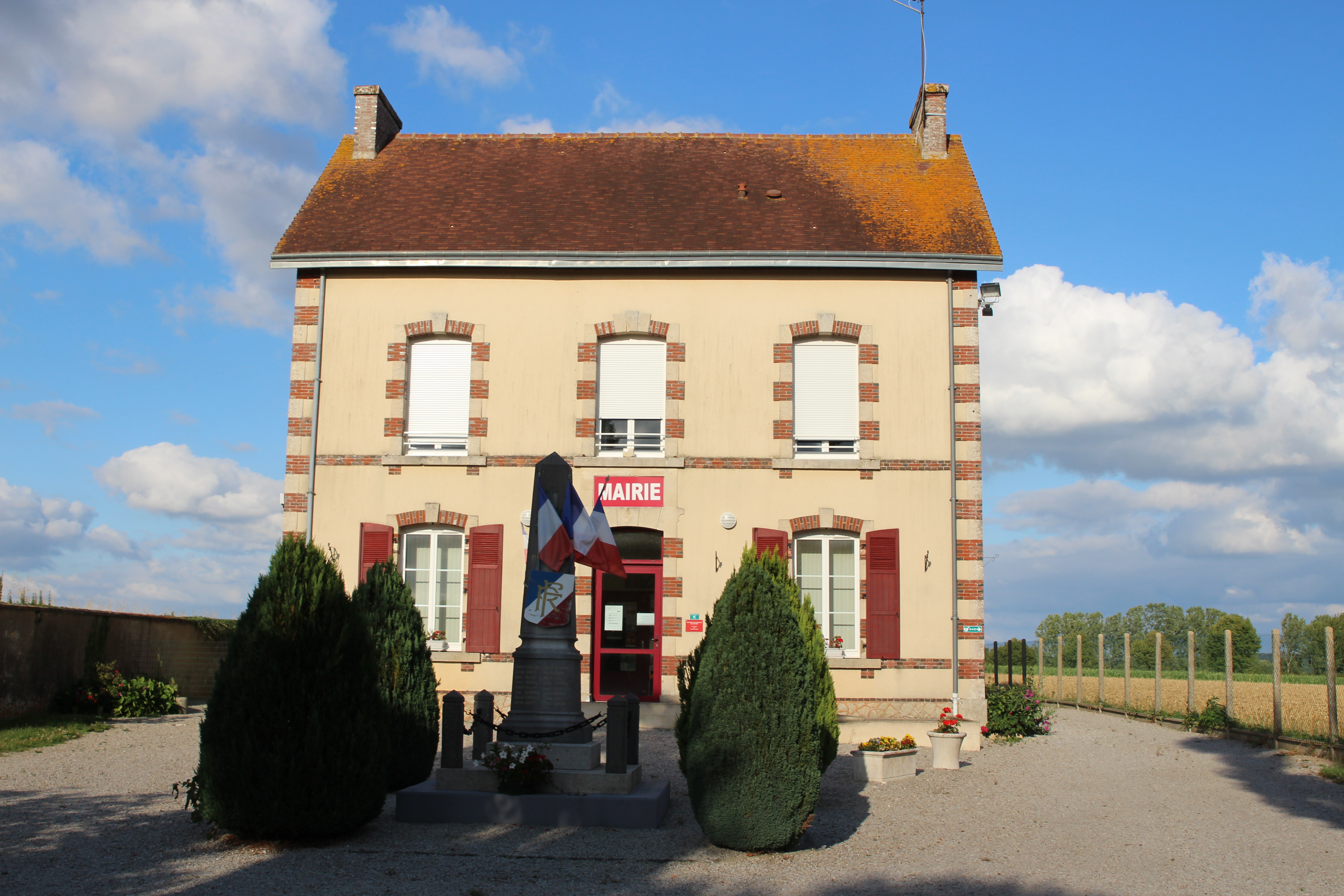
Mairie.

Le conseil municipal est composé de onze membres dont le maire et deux adjoints.

## Démographie
L'évolution du nombre d'habitants est connue à travers les recensements de la population effectués dans la commune depuis 1793. Pour les communes de moins de 10 000 habitants, une enquête de recensement portant sur toute la population est réalisée tous les cinq ans, les populations de référence des années intermédiaires étant quant à elles estimées par interpolation ou extrapolation. Pour la commune, le premier recensement exhaustif entrant dans le cadre du nouveau dispositif a été réalisé en 2005.
En 2022, la commune comptait 200 habitants, en évolution de −4,76 % par rapport à 2016 (Orne : −3,21 %, France hors Mayotte : +2,11 %).Bursard a compté jusqu'à 451 habitants en 1800.
| 1793 | 1800 | 1806 | 1821 | 1836 | 1841 | 1846 | 1851 | 1856 |
| ---- | ---- | ---- | ---- | ---- | ---- | ---- | ---- | ---- |
| 420  | 451  | 440  | 417  | 389  | 389  | 381  | 407  | 385  |

| 1861 | 1866 | 1872 | 1876 | 1881 | 1886 | 1891 | 1896 | 1901 |
| ---- | ---- | ---- | ---- | ---- | ---- | ---- | ---- | ---- |
| 377  | 403  | 415  | 413  | 344  | 330  | 312  | 320  | 311  |

| 1906 | 1911 | 1921 | 1926 | 1931 | 1936 | 1946 | 1954 | 1962 |
| ---- | ---- | ---- | ---- | ---- | ---- | ---- | ---- | ---- |
| 311  | 306  | 295  | 284  | 260  | 252  | 253  | 230  | 227  |

| 1968 | 1975 | 1982 | 1990 | 1999 | 2005 | 2006 | 2010 | 2015 |
| ---- | ---- | ---- | ---- | ---- | ---- | ---- | ---- | ---- |
| 211  | 193  | 172  | 194  | 196  | 194  | 194  | 198  | 207  |

| 2020 | 2022 | - | - | - | - | - | - | - |
| ---- | ---- | - | - | - | - | - | - | - |
| 203  | 200  | - | - | - | - | - | - | - |

## Lieux et monuments

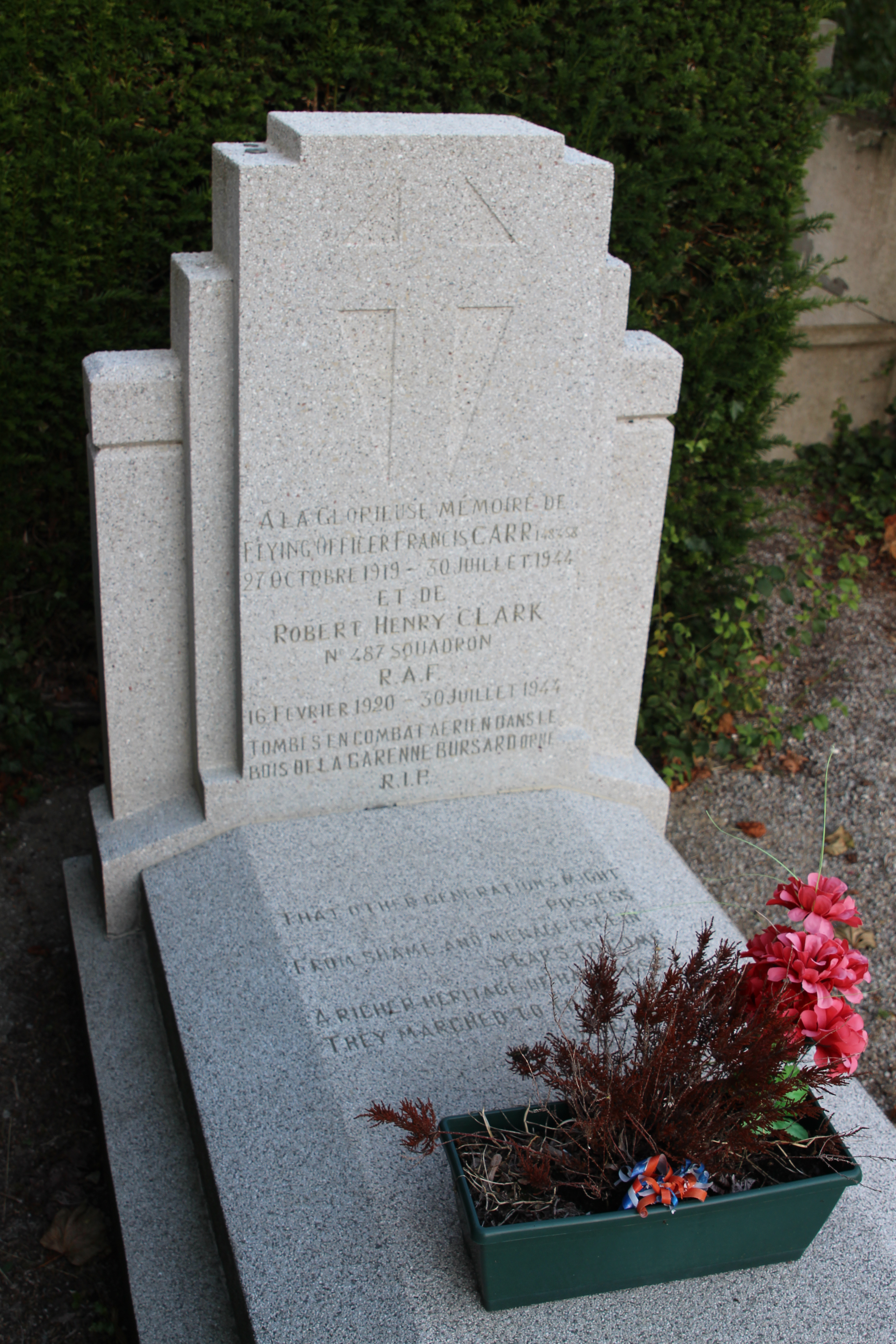
Tombe du Commonwealth.

- Église Saint-Denis du XIe siècle, très remaniée.

## Personnalités liées à la commune
- Pierre-Louis Roederer (1754 - 1835), avocat et homme politique, résidait à Bois-Roussel, domaine  acquis pendant l'été 1814 dans lequel il s'installa en novembre suivant[réf. nécessaire] avec sa famille ; écarté de la vie politique, il s'y employa[réf. nécessaire] à « recréer » le grand cabinet de Mademoiselle de Scudéry à l'hôtel de Rambouillet à Paris.
- Timothée Castanon (1922-1944), résistant, membre du groupe Vengeance-Action (Turma-Vengeance), y est né[35],[36],[37].